# Yegor Glukhov
Yegor Yevgenyevich Glukhov (tiếng Nga: Егор Евгеньевич Глухов; sinh ngày 19 tháng 5 năm 1998) là một cầu thủ bóng đá người Nga. Anh thi đấu cho FC Tyumen.

## Sự nghiệp câu lạc bộ
Anh ra mắt chuyên nghiệp tại Cúp quốc gia Nga cho FC Tyumen vào ngày 24 tháng 8 năm 2016 trong trận đấu với FC Sibir Novosibirsk.